# 宝相華文

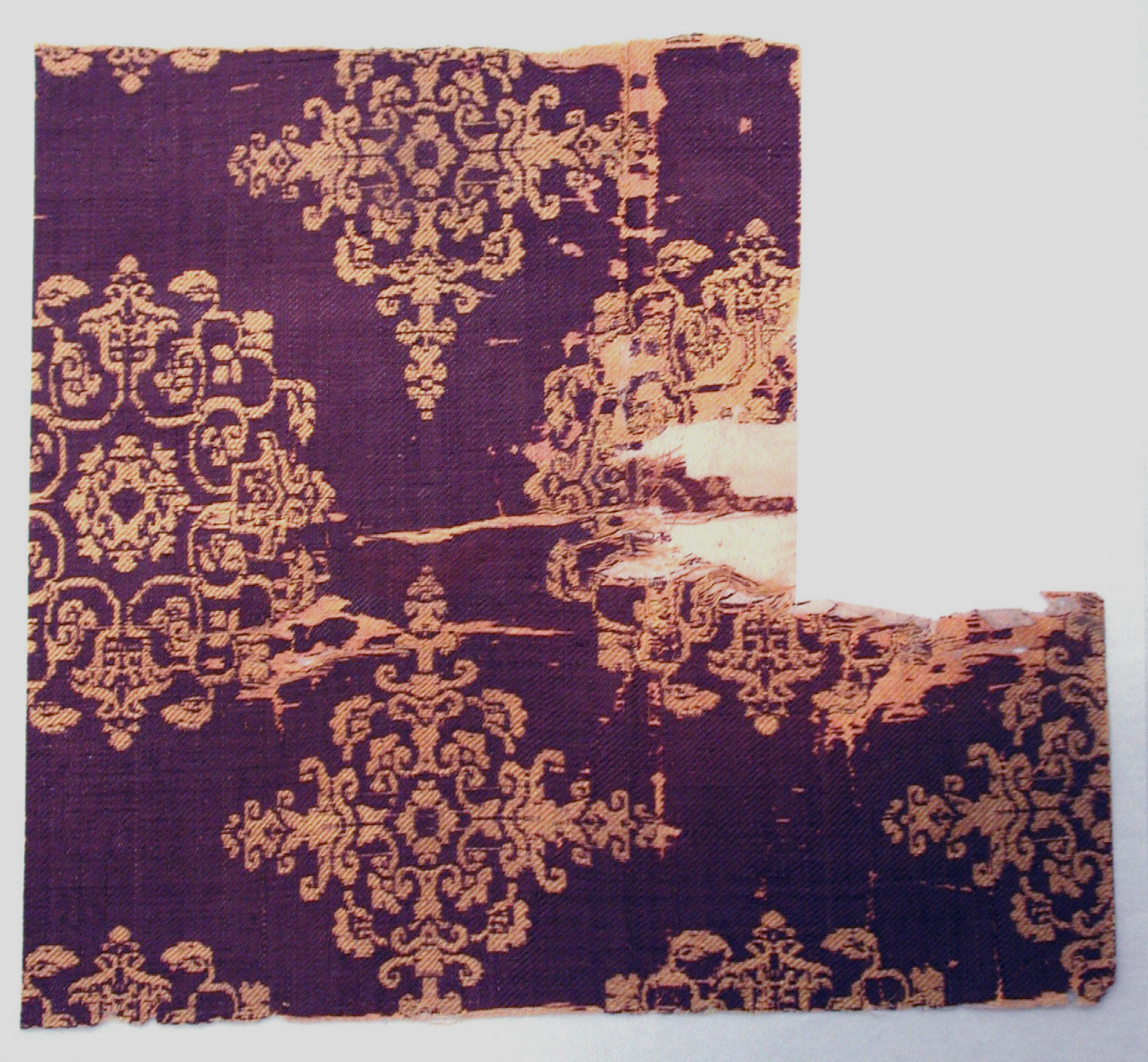
「紫地団花紋」という宝相華文が施された「錦」（唐代中国産、奈良県正倉院所蔵）

宝相華文（ほうそうげもん、ほっそうげもん）とは、中国に起源を持ち、日中両国の伝統文様の1つである。
蓮や牡丹を中心に、自然界の花・蕾・葉の形を基にした仏教系の模様である。多様な花葉が組み合わさり、花弁や花芯の基部には規則的に小珠が配置され、幾何模様が幾重にも重ねられ、暈し彩色が施されることで、より華やかで荘厳な印象を与える。その華麗な外観から、中国では「吉祥模様」の一つとされ、富貴や繁栄・円満を願う意匠として、唐代から現代に至るまで広く親しまれている。

## 中国

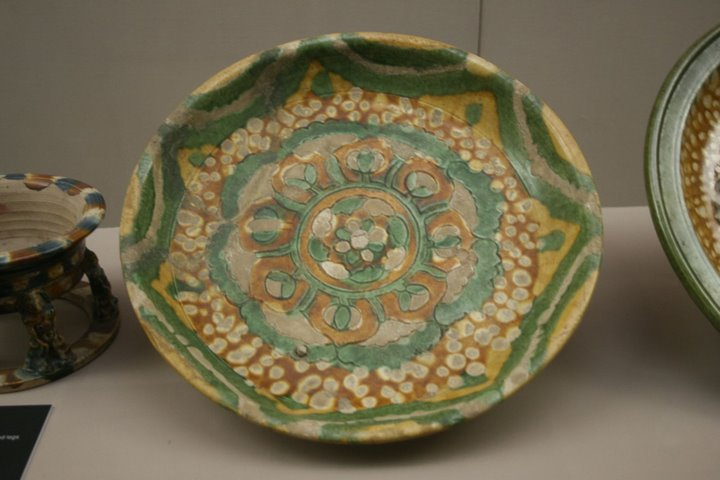
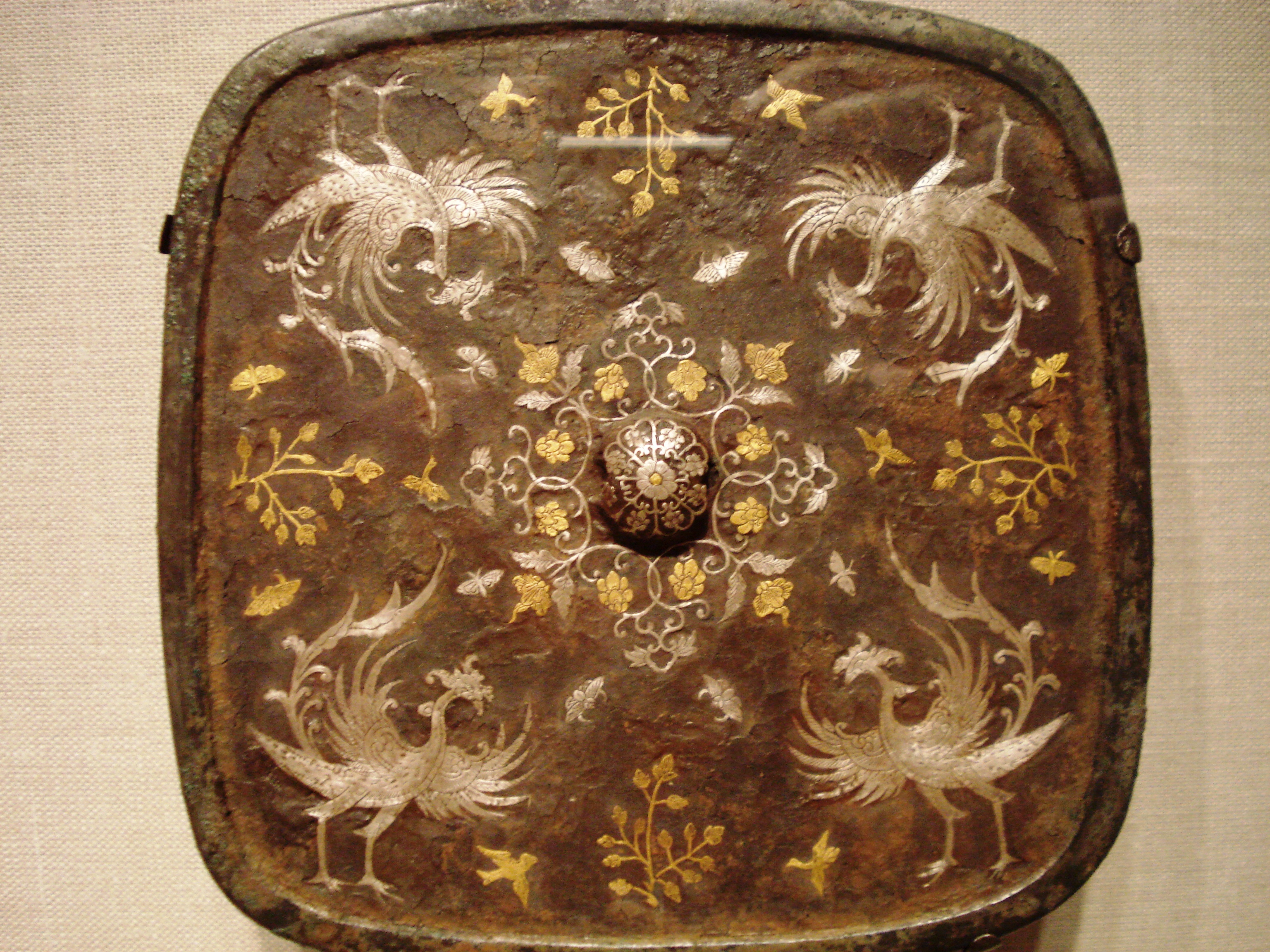
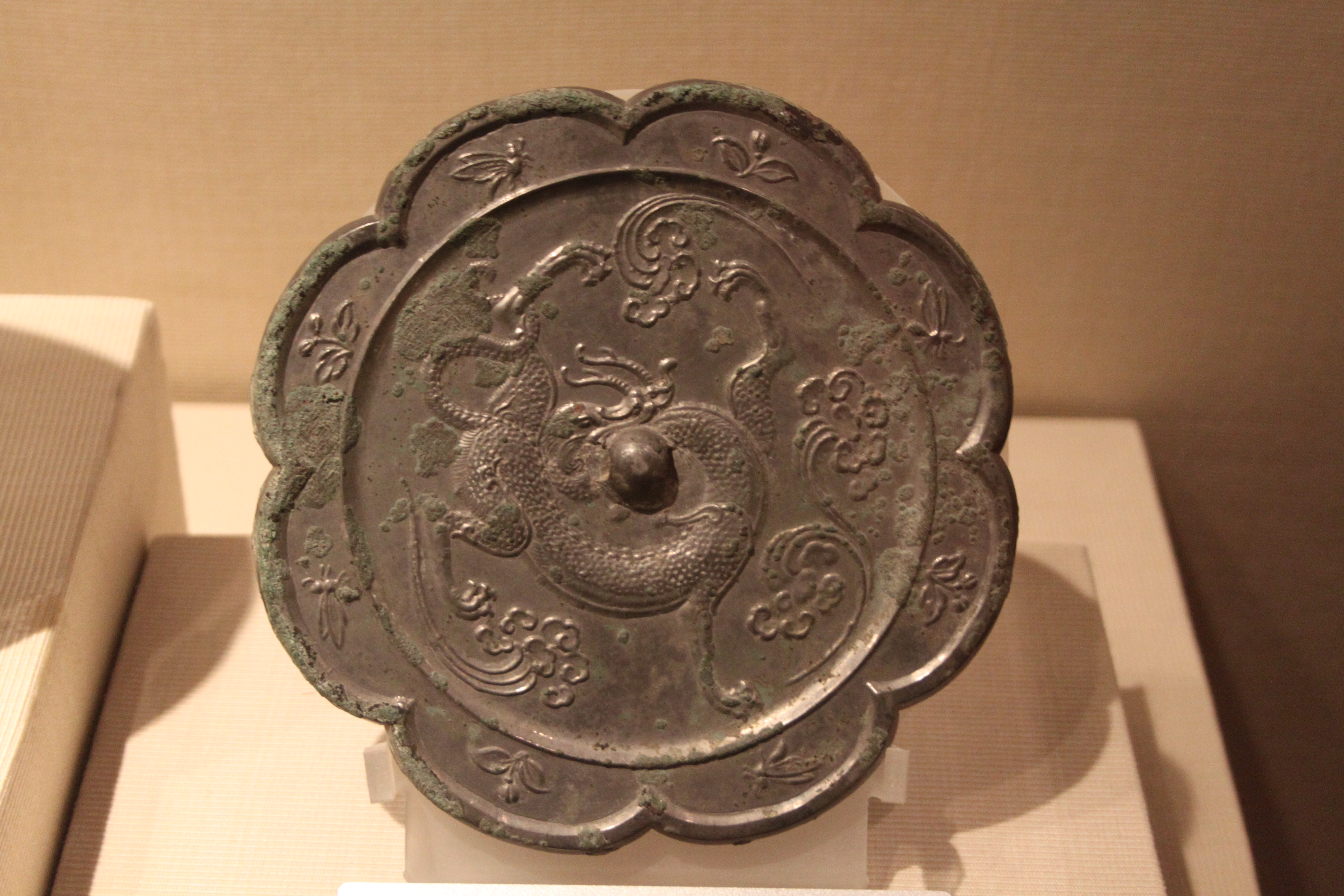
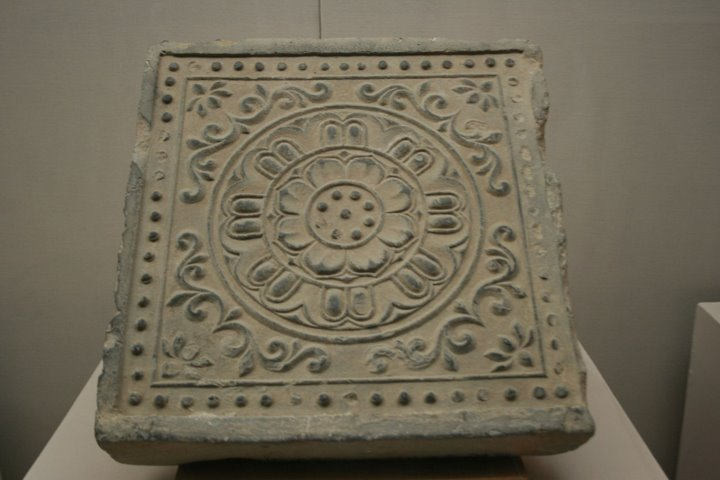

中国では、宝相華文には多くの別名があり、漢字表記としては「宝相花紋」「宝相花」「宝相華」「宝蓮花」「宝仙花」などが使われている。
中国で最も広く用いられる模様の1つでもあり、特に唐や明の時代には、漢服の生地や仏教建築の彩画に惜しみなく施されていた。
この模様の起源は東漢時代にさかのぼり、インド仏教の伝来とともに広まりはじめ。インドの花柄や円形模様を基に、中国で独自の美学を加えて改良されたモノである、その後、時代とともに洗練され、隋・唐時代には木造建築の彩画や壁画、織物、陶磁器などの美術工芸品に広く用いられるようになった。唐王朝は宝相華文の構成が次第に複雑化していたが、宋王朝は再び簡略化される変遷をたどった。以降の元・明・清の各時代にはさらに多彩な発展を遂げ、金器、銀器、石刻、玉器、青銅器、刺繍、敦煌壁画、仏教法具のなど、幅広い分野で活用され、装飾芸術の頂点を極めた。
中国の宝相華文には、大きく2つの種類がある：
1. 一つは「平面団形」と呼ばれるもので、8枚の開いた蓮弁が花頭を形成し、蓮弁の先端は五曲形をなし、さらに内部に三曲の小蓮弁をあしらう。花心には、八つの小珠と八弁の小花が配置され、繊細な美しさを演出する。
2. もう一つは「立面層疊形」と呼ばれ、半側面から見た重なり合う6枚の蓮弁で構成される。

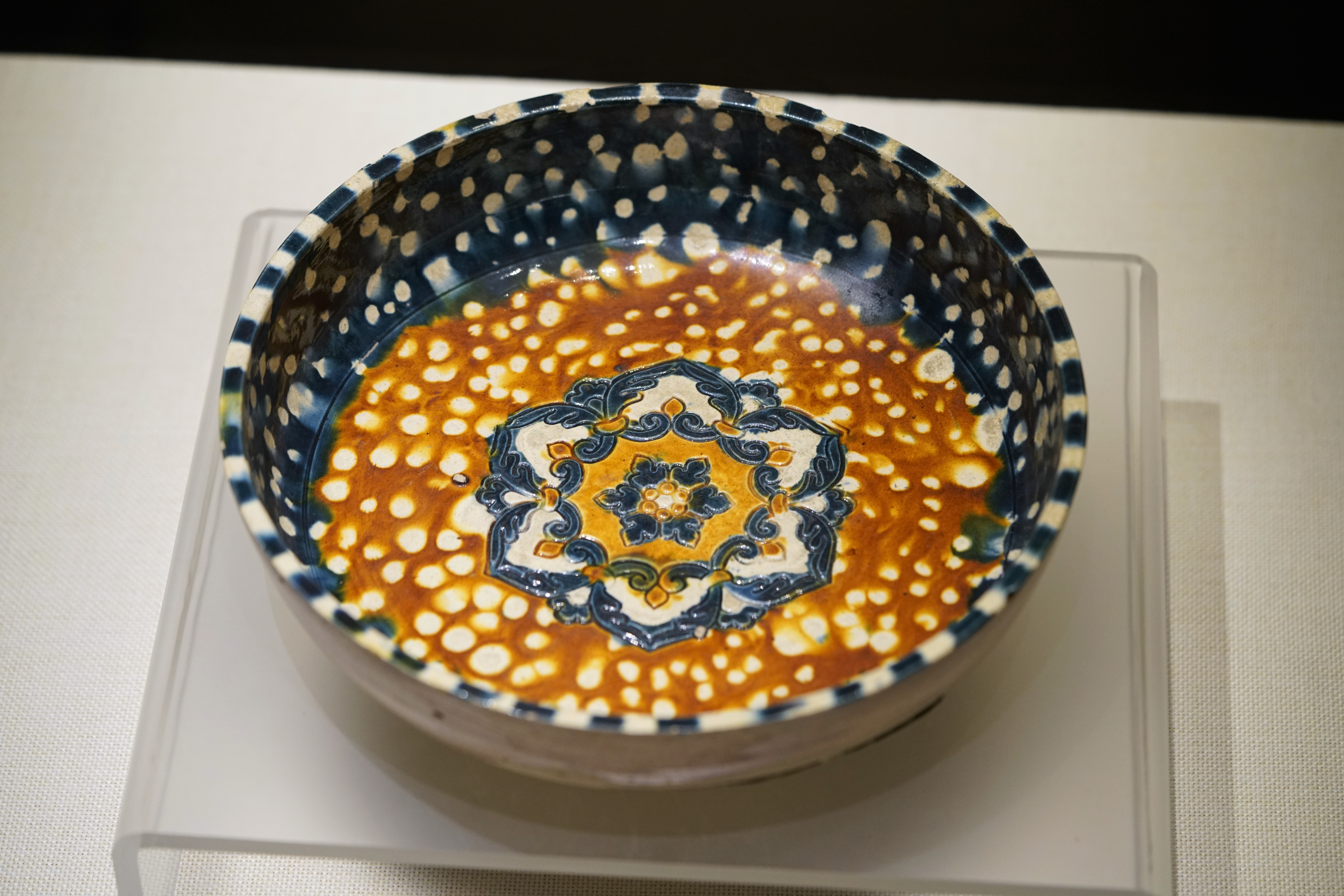
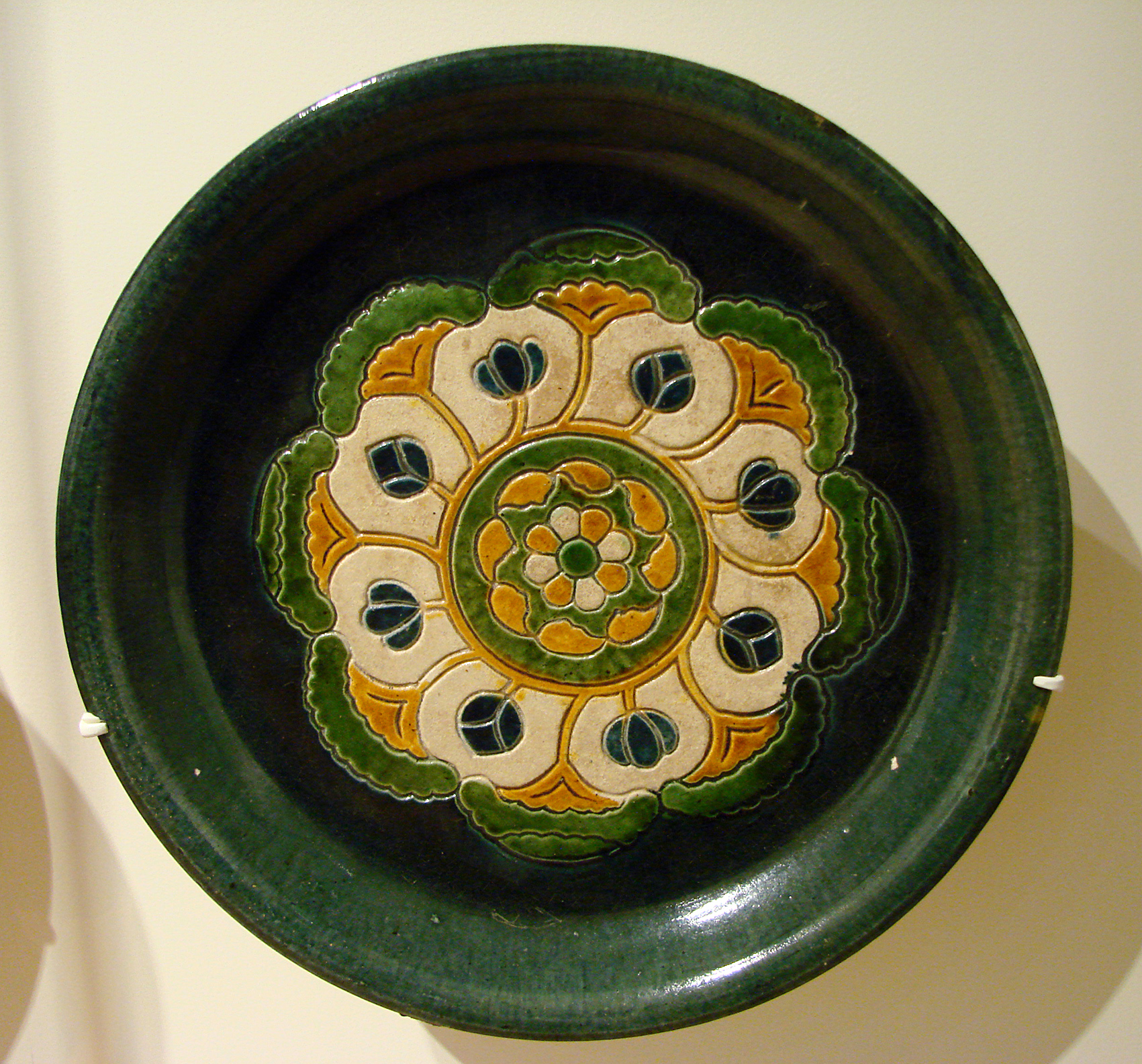
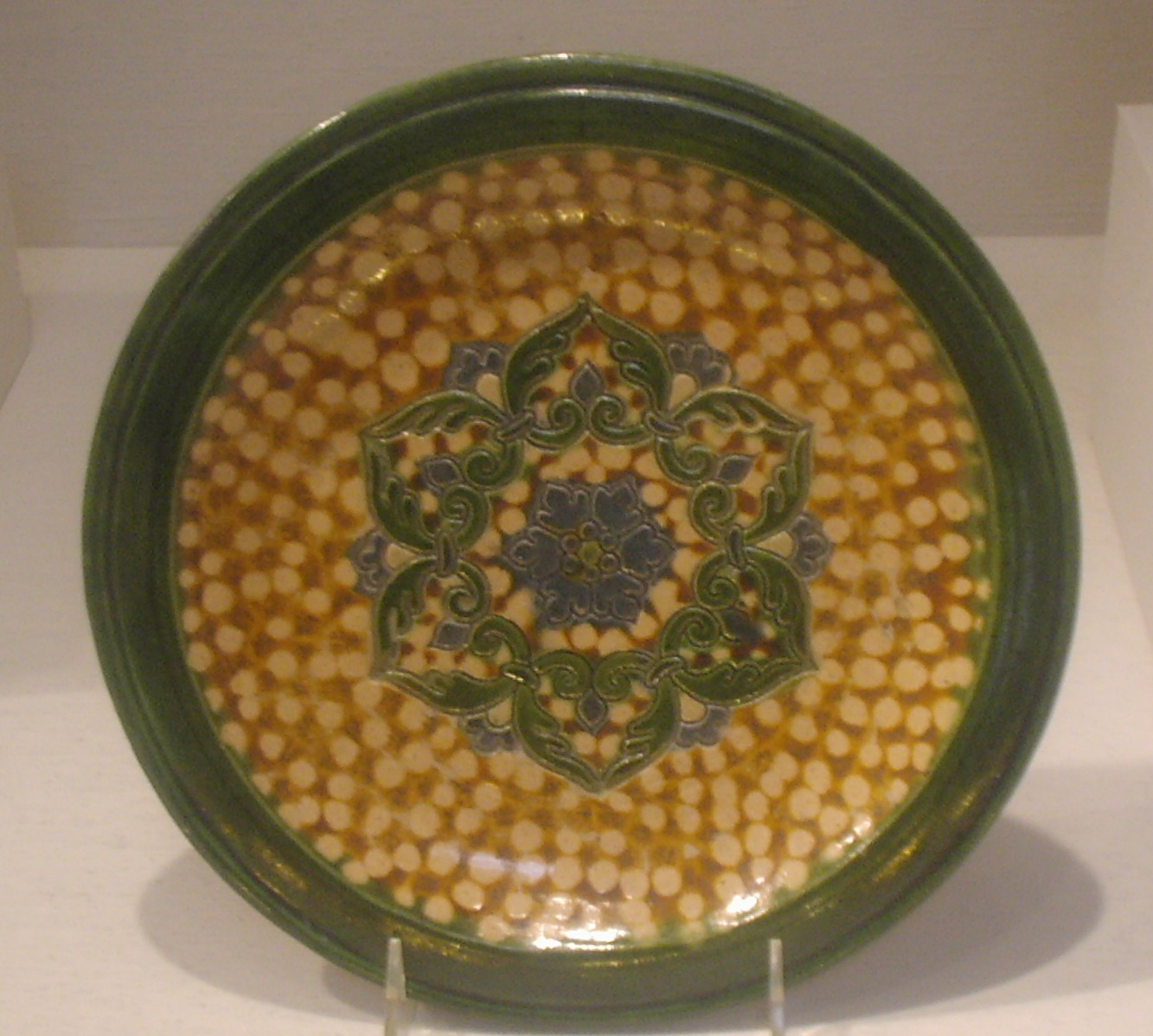
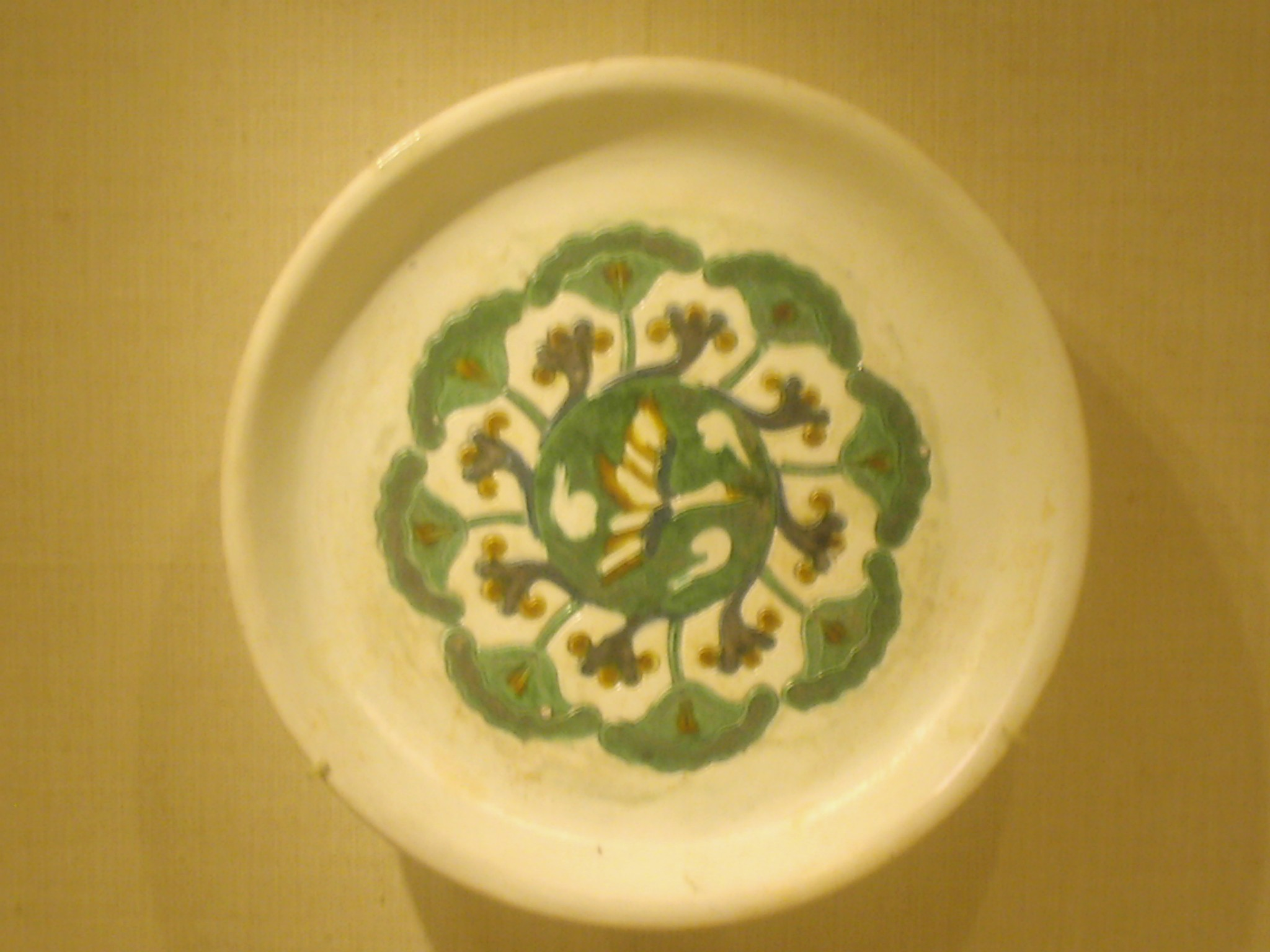
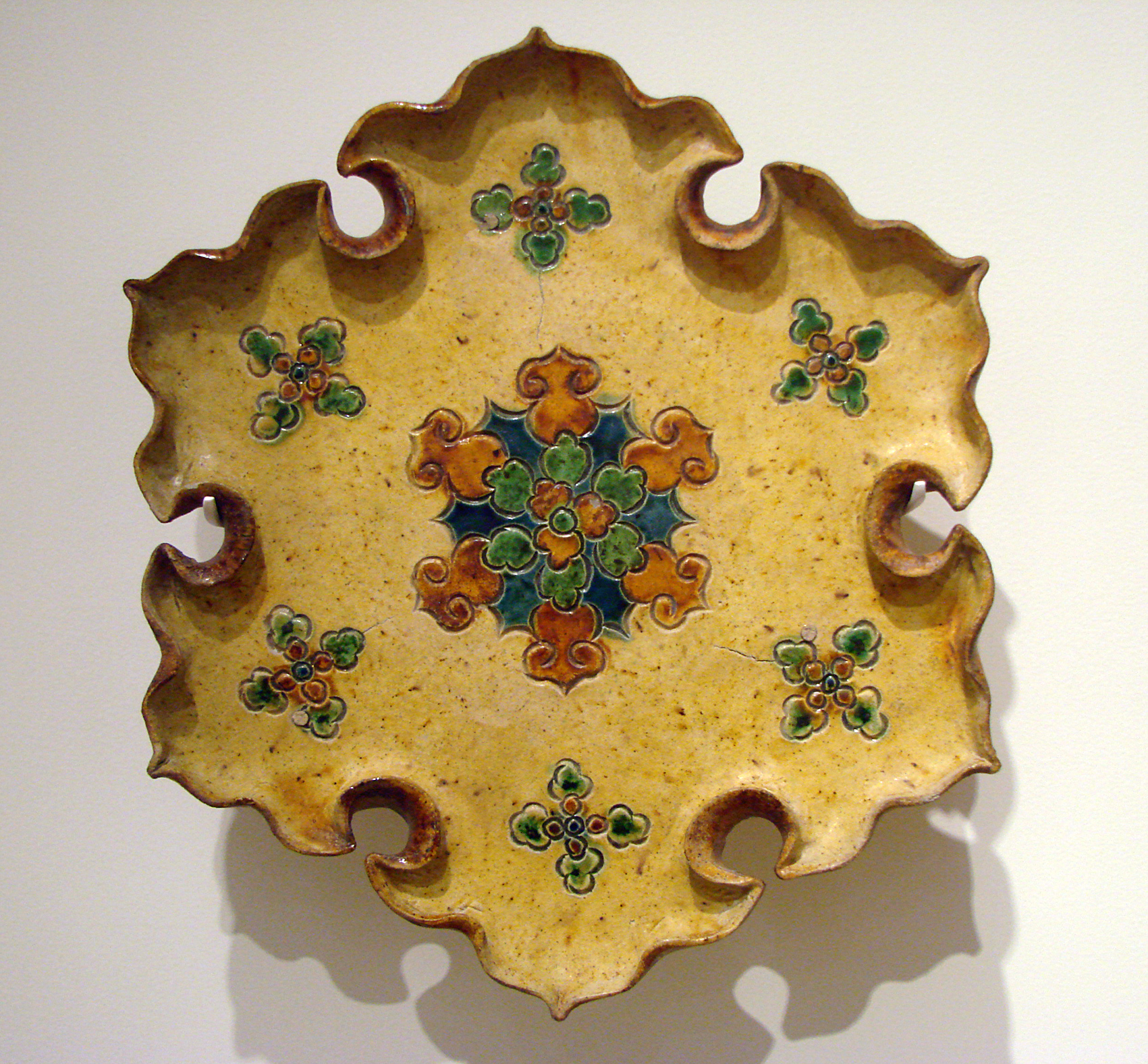

- 中国における宝相華文の例示：

## 日本
日本では宝相華文は「植物を図案化した文様」として認識され、唐草文様の1種に分類されている。
また、「唐花（とうか）」や「瑞花（ずいか）」といった別名も持つ。
宝相華文は中国の隋から初唐の間に生まれ、中唐の時に盛んとなった。そして、遣唐使によって日本に伝わり、奈良時代から忍冬文に代わって流行し、平安時代にも愛用された。しかし、「中国の宝相華文」と「日本の宝相華文」は完全に一致するわけでは無い。平安期の平等院の模様と奈良期の正倉院の模様を比べると、大きな違いが見られる。宝相華文がどのように和風化したのかについては、現在でも解明されていない。
中野徹の研究によれば、中国の宝相華文は、インド・グプタ期に見られる「波や雲のような細かい動きと共に大きく流れる独特の唐草文様」に起源を持つとされ、日本の宝相華文については、中国の宝相華文をはじめ、パルメット、蓮、葡萄、柘榴などのさまざまな植物文様が整理されず、混交したモノだと考えられている。
「宝相華」は、かつて日本語でトキンイバラを指すことがあったが、「宝相華文」という名称は古いものではない。少なくとも中国唐代では「宝相華文」という漢字表記は使われておらず、「宝相花紋」という表記のほうが一般的であった。日本における初出は1889年（明治22年）の『国華』誌上であると考えられている。パルメット唐草、または蓮華文の変化した形、あるいはブッソウゲ（ハイビスカス）の図案化であるとも言われるが、「どの形式の文様を宝相華文と呼ぶか」については明確な規定が無い。さらに、「空想的な花文様」を表す名前としても広く使われている。
なお、正倉院宝物には宝相華文を施したものが非常に多く、螺鈿紫檀五弦琵琶の槽や、天蓋の刺繍垂飾、漆絵蒔絵盤の蓮弁などはこの文様で装飾されている。さらに、平安時代には延暦寺の宝相華蒔絵経箱、金堂の宝相華唐草文経箱、仁和寺の迦陵嚬伽蒔絵冊子箱など、宝相華を唐草風に繋いだ文様が用いられる。尾形充彦は平安期に見られる宝相華を「蔦で繋ぐ文様を和風化の現れとして捉えることが出来る」と論じている。平等院鳳凰堂や、薬師寺東塔の内部も和風の宝相華文で装飾されている。